# Thirteenth Air Force
La Thirteenth Air Force (13 AF) est une force aérienne numérotée (en) de l'United States Air Force qui dépend des Pacific Air Forces. La 13 AF n'a jamais été stationné dans le territoire continental des États-Unis, mais elle est l'une des forces aériennes numérotées de l'US Air Force, les plus anciennes et active en continu jusqu'en 2012.
Créée le 14 décembre 1942 à Plaine Des Gaiacs Airfield (en) en Nouvelle-Calédonie, la 13 AF est l'une des forces aériennes de combat de l'United States Army Air Forces déployée sur le théâtre du Pacifique lors de la Seconde Guerre mondiale. Elle participe à des opérations principalement dans le Pacifique Sud, en attaquant les forces ennemies dans les îles Salomon, les îles Gilbert et Marshall, les îles Mariannes et Palaos et aux Philippines.
Pendant la guerre froide, La 13 AF demeure aux Philippines afin d'effectuer des missions de défense aérienne. Elle devient l'une des forces aériennes numérotées des Pacific Air Forces (PACAF). Au cours de la guerre de Corée, ses unités fournissent de la logistique destinée aux zones de combat. Lors de la guerre du Viêt Nam, à la fin des années 1960 et au début des années 1970, la 13 AF effectue des missions de combat en Indochine jusqu'en août 1973 à partir d'unités stationnées en Thaïlande. Les unités de la 13 AF sont aussi impliquées dans l'incident du Mayaguez en mai 1975.
De retour aux Philippines après la guerre du Viêt Nam, le commandement y reste jusqu'à l'évacuation en 1991 de la Clark Air Base après l'éruption du mont Pinatubo et le retrait des forces militaires américaines qui a suivi. L'unité est désactivé le 28 septembre 2012 et ses fonctions sont directement transférées aux United States Pacific Air Forces.

## Histoire

### Seconde Guerre mondiale

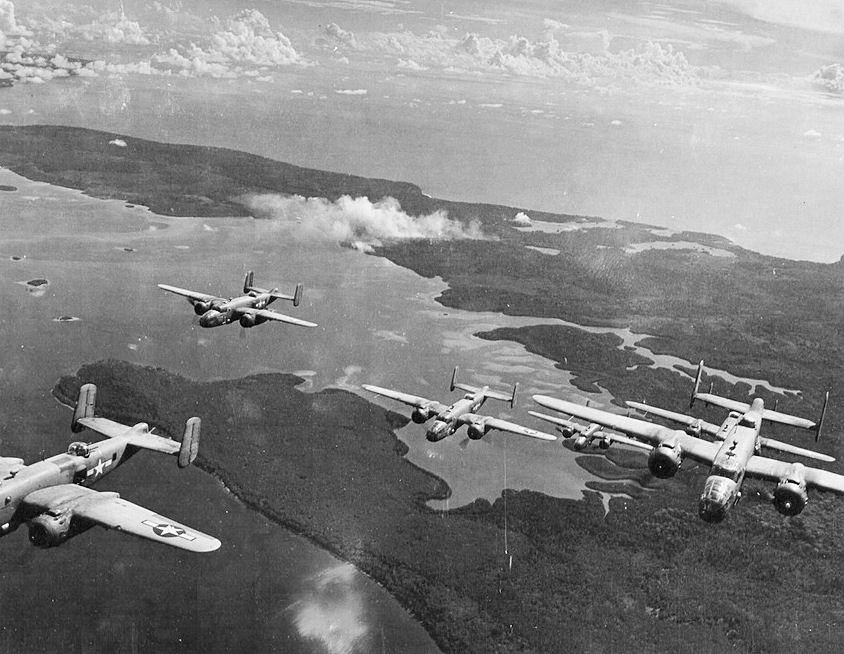
Des B-25 Mitchells du 42d Bombardment Group survolent en 1944 Bougainville depuis leur base à, aux Salomon.

La 13 AF commence ses activités en novembre 1942 avec des forces principalement issues de la Seventh Air Force et des unités indépendantes dispersées dans le centre du Pacifique Sud au cours de la campagne des Îles Salomon. Initialement chargé de missions défensives contre l'avancée des forces ennemies, la 13 AF entreprend plus tard des missions offensives et utilise une grande variété d'aéronefs, y compris le B-17 Flying Fortress, B-24 Liberator, B-25 Mitchell, B-26 Marauder, P-38 Lightning, P-39 Airacobra, P-40 Warhawk, P-61 Black Widow, C-46 Commando, C-47 Skytrain, et L-5 Sentinel. Ce sont par exemple des P-38Gs du 339th Fighter Squadron, 347th Rescue Wing (en) appartenant à la 13 AF qui, le 18 avril 1943, effectuent la mission qui conduit à la mort de l'amiral japonais Isoroku Yamamoto. De 1942 à 1945, la 13 AF organise ses missions en pleine jungle tropicale depuis plus d'une quarantaine d'îles éloignées, notamment la campagne des îles Gilbert et Marshall, la campagne des îles Mariannes et Palaos ou encore la campagne des Philippines. En participant ainsi à treize campagnes, elle gagne le surnom de The Jungle Aviation.
La 13 AF ainsi que la Fifth Air Force en Australie et la Seven Air Force à Hawaï sont affectées aux nouvelles United States Far East Air Forces (FEAF) le 3 août 1944. Les FEAF sont subordonnées aux U.S. Army Forces Far East et elles servent de quartier général des Forces aériennes alliées dans le Pacifique Sud-Ouest. En 1945, trois forces numérotées, la 5e, 7e et 13e supportent les opérations dans le Pacifique. Les FEAF sont l'équivalent fonctionnel dans le Pacifique des United States Strategic Air Forces (en) (USSTAF) dans le théâtre d'opérations européen. Après la fin des hostilités en 1945, la 13e Air Force établi son quartier général à la Clark Air Base aux Philippines en janvier 1946. En mai de cette année, elle déménage à Fort William McKinley (en), Luçon. En Août 1947, la 13 AF retourne à la Clark Air Base. En décembre 1948, l'unité déménage à la Kadena Air Base à Okinawa, où elle demeure pendant quelques mois avant de revenir à Clark en mai 1949.

### Guerre de Corée
Le 25 juin 1950, la 13AF est composée des unités suivantes,, :
- 18th Fighter-Bomber Wing/Group (F-80)
- 21st Troop Carrier Squadron (C-54)
- 6204th Photo Mapping Flight (RB-17))

Le 6204th Photo Mapping Flight, situé à la Clark Air Base aux Philippines, déploie deux RB-17 avec leurs équipes de combat et le personnel d'entretien à la Johnson Air Base (en) au Japon à la mi-juin 1950. L'ordre de déploiement des FEAF précise que les deux RB-17 doivent être équipés d'un armement dans la mesure du possible, mais ce dernier ne doit pas interférer avec la capacité photographique de l'avion. Le RB-17 a uniquement volé en temps de paix et il n'est pas équipé pour le combat. Cependant, le 6204e trouve les artilleurs et les équipements et il effectue les modifications nécessaires à l'avion. À la fin août 1950, le détachement commence à voler pour des missions d'observation au-dessus de la Corée. À la fin novembre 1950, le détachement a pu photographier toute la zone nord-coréenne au moins une fois et photographier plusieurs fois certaines régions aussi loin au nord que les conditions météorologiques l'autorise. Au début décembre, le détachement retourne à la Clark Air Base et reprend un programme de cartographie en vol dans la région des Philippines.
Pendant la guerre de Corée, les unités de la 13 AF fournissent également la logistique pour les personnels et les équipements destinés aux zones de guerre. Au cours de la décennie de paix qui suit la guerre de Corée, le commandement se concentre sur des activités de formation et de surveillance pour maintenir un haut niveau de préparation.

### Guerre du Viêt Nam
À partir de la signature des accords de défense entre les États-Unis et Taïwan, la 327th Air Division (en) de la 13 AF maintient des unités à Taïwan jusqu'à 1979 qu participent aux capacités du United States Taiwan Defense Command.
Avec l'intensification de la guerre du Vietnam à la fin des années 1960, la 13 AF sert à nouveau de nœud logistique aux unités de combat présentes en Asie du Sud-Est. Alors qu'un nombre toujours plus grand d'avions américains participent à l'effort de guerre, les unités et les installations de combat de la 13 AF en Thaïlande ont augmenté. À son apogée, la 13 AF est composé de sept Wing de combat et elle dispose de neuf bases principales, onze installations plus petites et plus de 31 000 militaires.

### L'après-guerre froide
Début 1991, lors de la guerre du Golfe, la 13 AF fournie des avions et du personnel à la coalition. En juin 1991, le mont Pinatubo ensevelie la Clark Air Base sous les cendres volcaniques, forçant la base à fermer le 26 novembre et conduisant à l'évacuation des militaires affectés et de leurs familles lors de l'Operation Fiery Vigil (en). La 13 AF s'établit alors à la Andersen Air Force Base, le 2 décembre 1991.
En 2005, elle déménage à la Hickam Air Force Base et assumer le rôle du nouveau Kenney Warfighting Headquarters pour la PACAF. Le 6 octobre 2006, la 13 AF commence officiellement ses opérations comme quartier général de l'armée de l'air et accueille un nouveau commandant. Le commandant adjoint des Pacific Air Forces, le lieutenant-général Loyd S. Utterback, prend le commandement de l'unité le 6 octobre en remplacement du Maj. Gen. Edward A. Rice, Jr. (en), qui commandait la 13 AF depuis janvier 2005. La 13 AF devient l'un des dix commandements chargés du support opérationnel, de la planification, du commandement, du contrôle et de l'exécution des capacités opérationnelles aériennes et spatiales dans la zone de responsabilité de l'US Pacific Command (en dehors du théâtre d'opération de Corée). En Septembre 2012, la 13 AF est désactivée et ses fonctions sont fusionnées au sein de la PACAF.

## Organisation et composition

### Organisation
La 13 AF est créée le 14 décembre 1942 et activée le 13 janvier 1943. Elle est désactivée le 28 septembre 2012 et ses fonctions sont directement transférées aux United States Pacific Air Forces.
| Date             | Affectation                               | Localisation                                         |
| ---------------- | ----------------------------------------- | ---------------------------------------------------- |
| 14 décembre 1942 | United States Army Forces in the Far East | Plaine Des Gaiacs Airfield (en), Nouvelle-Calédonie. |
| Janvier 1943     | United States Army Forces in the Far East | Aéroport de Santo-Pekoa, Espiritu Santo              |
| Janvier 1944     | United States Army Forces in the Far East | Carney Airfield (en), Guadalcanal                    |
| Juin 1944        | Far East Air Forces                       | Momote Airfield (en), Los Negros                     |
| Septembre 1944   | Far East Air Forces                       | Hollandia, Nouvelle-Guinée                           |
| Octobre 1944     | Far East Air Forces                       | Pitu Airport (en), Morotai                           |
| Mars 1945        | Far East Air Forces                       | Clark Air Base, Luçon (Philippines)                  |
| Mai 1946         | Far East Air Forces                       | Fort William McKinley (en), Luçon (Philippines)      |
| Août 1947        | Far East Air Forces                       | Clark Air Base, Luçon (Philippines)                  |
| Décembre 1948    | Far East Air Forces                       | Kadena Air Base, Préfecture d'Okinawa                |
| Mai 1949         | Far East Air Forces                       | Clark Air Base, Luçon (Philippines)                  |
| Mai 1955         | Seventh Air Force                         |                                                      |
| Juillet 1957     | United States Pacific Air Forces          |                                                      |
| Décembre 1991    | United States Pacific Air Forces          | Andersen Air Force Base, Guam                        |
| Mai 2005         | United States Pacific Air Forces          | Hickam Air Force Base, Hawai                         |

### Composition

#### Seconde Guerre mondiale
Durant la Seconde Guerre mondiale, la 13 AF dispose de deux commandement majeurs, le XIII Fighter Command et le XIII Bomber Command.

##### XIII Fighter Command
Le XIII Fighter Command est activé le 13 janvier 1943. il sert dans les combats avec la 13 AF jusqu'à la fin de la guerre. Inactivé aux Philippines le 15 mars 1946 il est dissous le 8 octobre, 1948. Il se compose ainsi :

Groups :
- 18th Fighter Group (1943–47) (P-40F, P-39, P-38, P-61, P-70)
(transféré depuis la Fifth Air Force, Hickam Field en march 1943).
- 347th Fighter Group (1942–45) (P-39, P-38, P-40, P-400)
(créé en Nouvelle-Calédonie le 3 octobre 1942)
- 4th Reconnaissance Group (1943–45) (F-4 (P-38))
- 403d Troop Carrier Group (1943–46) (C-46, C-47)
- Unités détachées :
  - Det B 6th Night Fighter Squadron (février – septembre 1943) (P-70,P-38)
Réassigné à la 7th Air Force en 1943.
  - 419th Night Fighter Squadron (avril – novembre 1943) (P-38,P-61)
Activé en avril 1943 avec des P-38s, réassigné au 18th Fighter Group en novembre 1943. Rééquipé avec des P-61 en 1944. Il sert en Nouvelle Guinée et aux Philippines. désactivé en février 1947.
  - 550th Night Fighter Squadron (1944–46) (P-61)
Activé en juin 1944. Équipé avec des P-61s en janvier 1945. Il sert en Nouvelle Guinée et aux Philippines. Désactivé en janvier 1946.
  - 7th Radio Squadron, Mobile (J)

##### XIII Bomber Command
Activé le 13 janvier 1943 et sert dans la 13 AF jusqu'à la fin de la guerre. Inactivé aux Philippines le 15 mars 1946, il est dissous le 8 octobre, 1948.

Groups :
- 5th Bombardment Group (1943–46) (B-17, B-24)
Déployé à Espiritu Santo en november 1942, réassigné depuis la Seventh Air Force en janvier 1943.
- 11th Bombardment Group (1943) (B-17, B-24)
Déployé aux New Hebrides en juillet 1942, réassigné depuis la Seventh Air Force en janvier 1943. Réaffecté à la Seventh Air Force en mai 1943 et transféré à Hawai.
- 42d Bombardment Group (1943–45) (B-25, B-26)
Réassigné depuis la Second Air Force afin d'effectuer des patrouilles anti-sous-marine en mars 1943.
- 307th Bombardment Group (1943–45) (B-17, B-24)
Réassigné depuis la Seventh Air Force en février 1943.
- 868th Bombardment Squadron (Unattached) (1944–45) (B-24)
Anciennement 349th Bomb Squadron, 5th Bomb Group. Les avions pilotés par le 868e étaient souvent appelés SB-24s et parfois LABs (Low Altitude Bomber). Ils étaient équipés de radars SRC-717-B. Constitué comme 868e Bomb Squadron en janvier 1944, il opère de manière indépendante au sein de la 13 AF.

#### Début des années 2000
Avant sa désactivation, deux Wings sont affectés de façon permanente à la 13 AF :
- 15th Wing, Hickam AFB, Hawai. En partenariat avec la Hawaii Air National Guard (en), la 15e Wing fournit le transport aérien stratégique et tactique avec des C-17, C-40 et C-37. Il comprend également un escadron de Lockheed F-22s. C'est également un lieu de passage important pour les avions en transit.
- 36th Wing, Andersen AFB, Guam. La 36e Wing effectue des missions de projection globale afin de relier des points stratégique dans le Pacifique.

Le 5 janvier 2007, le détachement 1 (Det 1) de la 13 AF est activé à la Yokota Air Base au Japon. Le Det 1 est responsable de la planification, de la coordination et de l'exécution des opérations aériennes autour du Japon en coordination avec la Force aérienne d'autodéfense japonaise, via la Fifth Air Force à Yokota, et le 613th Air and Space Operations Center (AOC) à Hickam. On peut également compter, le 613th Support Group qui fournit un soutien logistique et opérationnel et le 13th Air Expeditionary Group (en), anciennement 500th Air Expeditionary Group, est activé de façon saisonnière pour soutenir l'Opération Deep Freeze en Antarctique.